# NAM-1975
《NAM-1975》는 1990년 SNK가 발매한 네오지오용 슈팅게임이다.

## 개요
네오지오의 제1작으로 풀 보이스의 실현, 높은 프레임레이트나 다채로운 그래픽 패턴, 음악 등의 측면에서 다른 가정용 게임기를 압도했다. 또한 초기의 작품이기에 이후 네오지오 게임에서 보이는 네오지오 로고 애니메이션은 없다.
월남전을 소재로 하였고 《풀 메탈자켓》이나 《지옥의 묵시록》같은 영화에서도 영향을 받았다.
주인공은 실버 중위(1P)와 브라운 중위(2P)로 2인 동시플레이 가능. 또한 여성포로를 구해주면 같이 싸워준다.
이 작품의 스테이지는 전부 6탄으로 최종보스에선 컨티뉴가 불가능하다.(설정을 바꾸지 않는 한 디폴트 상태에선 불가능)

## 조작방법
8방향레버와 3버튼을 사용한다.
- A - 총을 발사한다. 누르고 있으면 계속 사격한다.
- B - 수류탄공격. 제한 개수가 있다.
- C - 긴급회피. 좌우레버를 입력하며 같이 누르면 대쉬이동을 하며, 하방대각선으로 입력하고 누르면 구르기를 한다.(일정시간 무적)

## 줄거리
무대는 월남전 말기의 전장으로 실버 중위와 브라운 중위는 미 육군의 과학자 머클리 박사, 그리고 역시 유괴당하여 NAM에 투옥되어 있다고 여겨지는 박사의 딸 낸시를 구출하라는 명령을 받는다. 적군은 소련군으로 등장하며, 베트남 내에 숨겨진 소련군의 무기공장을 공격하는 내용을 다룬다.

## 무기
이 작품에선 사격용무기와 투척용무기의 2종류로 나뉜다.
- 머신건 - 초기장비 무기
- 발칸 - 머신건보다 강력한 화력을 지니고 있다.
- 미사일 - 폭풍을 일으켜서 범위 내의 적을 한번에 쓸어버리는 미사일을 발사한다.
- 화염방사기 - 사정거리내의 적을 한번에 불태워버린다.

투척용무기에는 다음과 같은 것이 있다.
- 수류탄 - 진탕성의 효과로 적을 물리친다.
- 스파크 밤 - 수류탄보다 강력하고 유폭을 일으킨다.
- 네이팜 폭탄 - 범위 내의 적을 쓸어버린다.

## 적군

### 보병계
- 소련군 보병: 갈색 군복을 입고 있으며, 종류에 따라 소총을 발사하거나, 수류탄을 던진다.
- 소련군 공병: 연두색 군복을 입고 있으며, 공산군 기체에서 나오거나, 군수공장에서 나온다. 능력은 일반 보병과 같다.
- 소련군 잠복병: 회색 군복을 입고 있으며, 수중 및 땅꿀에서 기습공격을 한다.
- 소련군 화염방사병: 붉은색 방화복을 입고 있으며, 기습하여 화염방사기를 쏜다.
- 소련군 정예병: 붉은색 군복을 입고 있으며, 플레이어의 공격을 회피하면서 소총으로 공격한다. 움직임이 민첩하다.
- 스페츠나츠: 갈색 군복과 함께 파란색 방탄복을 입고 있으며, 총을 세발 연속으로 쏜다. 체력이 강하다.
- 공산당원: 뚱뚱하며, 체력이 강하고 공격을 맞으면 잠시 쓰러지지만 다시 일어난다. 수류탄만 던진다.

### 기체계
- 보트: 소련군 보병 2명이 탄 상태의 보트이며, 기관총으로 공격한다.
- T-55 탱크: 느린 속도로 나오며, 플레이어를 향해 주포를 발사한다.
- 소형 미그 헬리콥터: 기관총 또는 직격탄을 쏘는 적의 헬리콥터이다.
- Mig-21: 공중 침투 스테이지에서 잠시 나오며, 일정한 간격으로 직격탄을 쏜다.
- 폭격기: 스테이지 4부터 등장하며, 지형의 반을 폭격한다.

### 중보스
- 스테이지 1 - 없음
- 스테이지 2 - 거대전차: 주포를 쏘아대는 거대한 전차이며, 맷집이 강하다.
- 스테이지 3 - 없음
- 스테이지 4 - 없음
- 스테이지 5 - 파쇄기2: 전철처럼 매달린 체 나오는 기체이며, 거대한 쇳덩어리로 공격한다.
- 스테이지 F - 정예 폭격기: 일반 폭격기에 비해 맷집이 훨씬 강하며, 직격탄을 지속적으로 쏜다.
베트콩: 여성 베트콩 2명이 나오며, 단기관총을 빠른 속도로 쏜다.

### 보스
- 스테이지 1 - 소련군 작전요원: 2명이 등장하며, 주로 수류탄을 던지며, 화염방사기로 공격한다.
- 스테이지 2 - Mi-24 HIND: 후진 후 앞으로 전진하면서 직격탄을 난사하거나, 공병 또는 스페츠나츠를 내보낸다.
- 스테이지 3 - 소련군 공중함: 거대한 공중전함이며, 다양한 공격 패턴을 가지고 있다.
- 스테이지 4 - 노획된 UH 헬리콥터 + 소련군 지휘관: 처음에는 UH 헬리콥터를 상대하며 일정한 간격으로 직격탄을 날린다. UH를 처치하면 지휘관이 나오는데 수류탄은 세발 연속으로 발사한다.
- 스테이지 5 - 게릴라: 3명이 등장하며, 빠른 속도로 플레이어의 공격을 피하면서 기관총을 난사한다. 일정한 간격으로 나오는 생화학가스가 들어있는 가스통을 던진다.
- 스테이지 F - 머클리 박사: 머클리 박사는 소련에게 매수당했으며, 거대 로봇을 타고 플레이어를 상대한다. 일정한 간격으로 직격탄이 쏟아지며, 빠른 속도로 날라오는 광자포를 쏜다.

### 보너스 스테이지 보스
- 스테이지 1 - 파쇄기: 거대한 육상전함이며, 기관총을 난사하면서, 거대한 집게로 플레이어를 공격한다.
- 스테이지 2 - 생화학 전차: 생화학 가스가 들어있는 풍선을 발사하며, 땅에 떨어지기 전에 터트리지 못하면 그 자리에 생화학 가스가 퍼진다. 기본 공격은 주포를 쏜다.
- 스테이지 3 - 전투 로드롤러: 3기가 나오며, 폭탄을 연속으로 쏜다. 이 기체에 닿으면 죽게된다.
- 스테이지 4 - 정예 거대전차: 일반 거대전차에 비해 주포를 더 빨리쏘며, 맷집이 더 강하다.

## 평가
| Contemporary reception |                             |
| --- | --------------------------- |
| 통합 점수 통합사 점수 게임랭킹스 (Neo Geo) 70% [ 2 ] 평론 점수 평론사 점수 AllGame (Neo Geo) [ 3 ] CVG Mean Machines (Neo Geo) 71% [ 4 ] GameFan (Neo Geo) 364 / 400 [ 5 ] The Games Machine (Neo Geo) 81% [ 6 ] GamePro (Neo Geo) 21 / 25 [ 7 ] Hobby Consolas (Neo Geo) 90 / 100 [ 8 ] Hobby Hi-Tech (Neo Geo CD) 5 / 10 [ 9 ] Joystick (Neo Geo) 96% [ 10 ] (Neo Geo) 92% [ 11 ] Mega Fun (Neo Geo) 85% [ 12 ] (Neo Geo) 85% [ 13 ] Micom BASIC Magazine (Neo Geo) [ 14 ] Superjuegos (Neo Geo) 81,2 / 100 [ 15 ] |                             |
| 통합 점수 |                             |
| 통합사 | 점수                        |
| 게임랭킹스 | (Neo Geo) 70%               |
| 평론 점수 |                             |
| 평론사 | 점수                        |
| AllGame | (Neo Geo)                   |
| CVG Mean Machines | (Neo Geo) 71%               |
| GameFan | (Neo Geo) 364 / 400         |
| The Games Machine | (Neo Geo) 81%               |
| GamePro | (Neo Geo) 21 / 25           |
| Hobby Consolas | (Neo Geo) 90 / 100          |
| Hobby Hi-Tech | (Neo Geo CD) 5 / 10         |
| Joystick | (Neo Geo) 96% (Neo Geo) 92% |
| Mega Fun | (Neo Geo) 85%               |
| Micom BASIC Magazine | (Neo Geo)                   |
| Superjuegos | (Neo Geo) 81,2 / 100        |

| Retrospective assessments |                 |
| --- | --------------- |
| 평론 점수 평론사 점수 닌텐도 라이프 (Wii) 7 / 10 [ 16 ] 닌텐도 월드 리포트 (Switch) 7 / 10 [ 17 ] Cubed3 (Switch) 8 / 10 [ 18 ] Digitally Downloaded (Switch) [ 19 ] |                 |
| 평론 점수 |                 |
| 평론사 | 점수            |
| 닌텐도 라이프 | (Wii) 7 / 10    |
| 닌텐도 월드 리포트 | (Switch) 7 / 10 |
| Cubed3 | (Switch) 8 / 10 |
| Digitally Downloaded | (Switch)        |

## 참고자료
- KLOV NAM-1975